# Dolní Rožínka (zámek)
Zámek Dolní Rožínka je zámek v obci Dolní Rožínka v okresu Žďár nad Sázavou, pocházející ze 16. století. V současné době v něm sídlí místní základní škola, městský úřad a knihovna. Je chráněn jako kulturní památka České republiky.

## Zámek
V roce 1459 je poprvé připomínána místní tvrz. Ta byla koncem 16. století přestavěna Pernštejny na zámek. Renesanční dvoupodlažní zámek měl čtvercový půdorys s nárožními věžemi; tuto strukturu si zachoval dodnes. V letech 1781–1799 jej hrabě Jan Nepomuk Mitrovský z Mitrovic a Nemyšle rozšířil o druhé patro a objekty v nádvoří klasicistně přestavěl. Roku 1808 zámek vyhořel, pak byl přebudován Nepomukovým synem hrabětem Vilémem Mitrovským.
Objektu dominuje barokní věžička s cibulí, erb Mitrovských z Nemyšle v průčelí do parku a na stejném místě jejich rodové heslo – Aeternus, quia purus (= Věčný, protože čistý). V přízemí a prvním patře zámku se dochovaly křížové hřebínkové klenby. Do roku 1945 zámek sloužil jako letní sídlo Mitrovských. Dnes je v něm umístěna základní škola, městský úřad a knihovna.
Nepomukova zámecká knihovna, přenesená v 19. století na hrad Pernštejn, je jednou z nejzajímavějších osvícenských knihoven na Moravě.

## Zámecký park
Na konci 18. století založil hrabě Jan Nepomuk Mitrovský vedle zámku klasicistní anglický park se skleníkem, vodopády, bazény, glorietem, obeliskem a jinými drobnými stavbami. Na informační tabuli na okraji parku Templ (obnoven v roce 1993), jak bývá zámecký anglický park nazýván, je uvedeno, že ve své době patřil k nejkrásnějším na Moravě. Nejvýznamnějšími dřevinami v parku jsou modřín opadavý, borovice limba, lípa velkolistá a jilm lysý. Z původních staveb se ovšem zachovaly jen některé. Hlavní pozornost přitahuje „chrámek Osvícenství“ – růžová klasicistní kaple Tempel (odtud označení parku). Stojí na křížovém půdoryse a vznikla jako budoucí hrobka Mitrovských. Nedaleko se tyčí empírový egyptský obelisk z přelomu 18. a 19. století. V dezolátním stavu nalezneme budovu anglických lázní, blízký rybníček je vypuštěný a zarostlý. Poblíž se nacházejí zbytky dvou umělých návrší, na jejichž vrcholcích stávaly altánky, po kterých dnes již nejsou žádné stopy. Při podrobném pátrání v parku můžeme nalézt další zbytky anglických lázní – možná pozůstatky kaskád na potůčku. V lesíku Jivina byla vytvořena umělá zřícenina kaple.

## Galerie

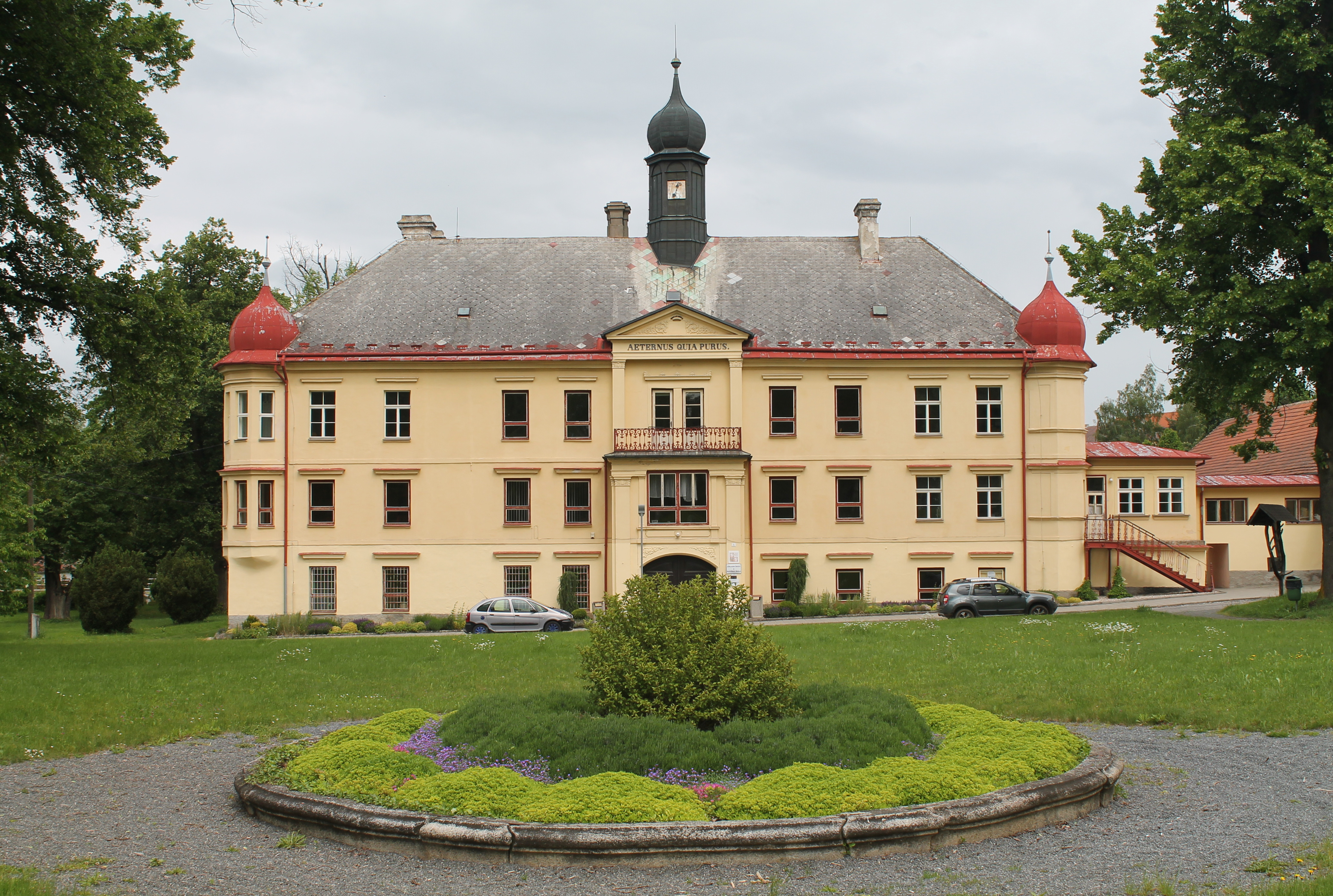
Zámek v Dolní Rožínce
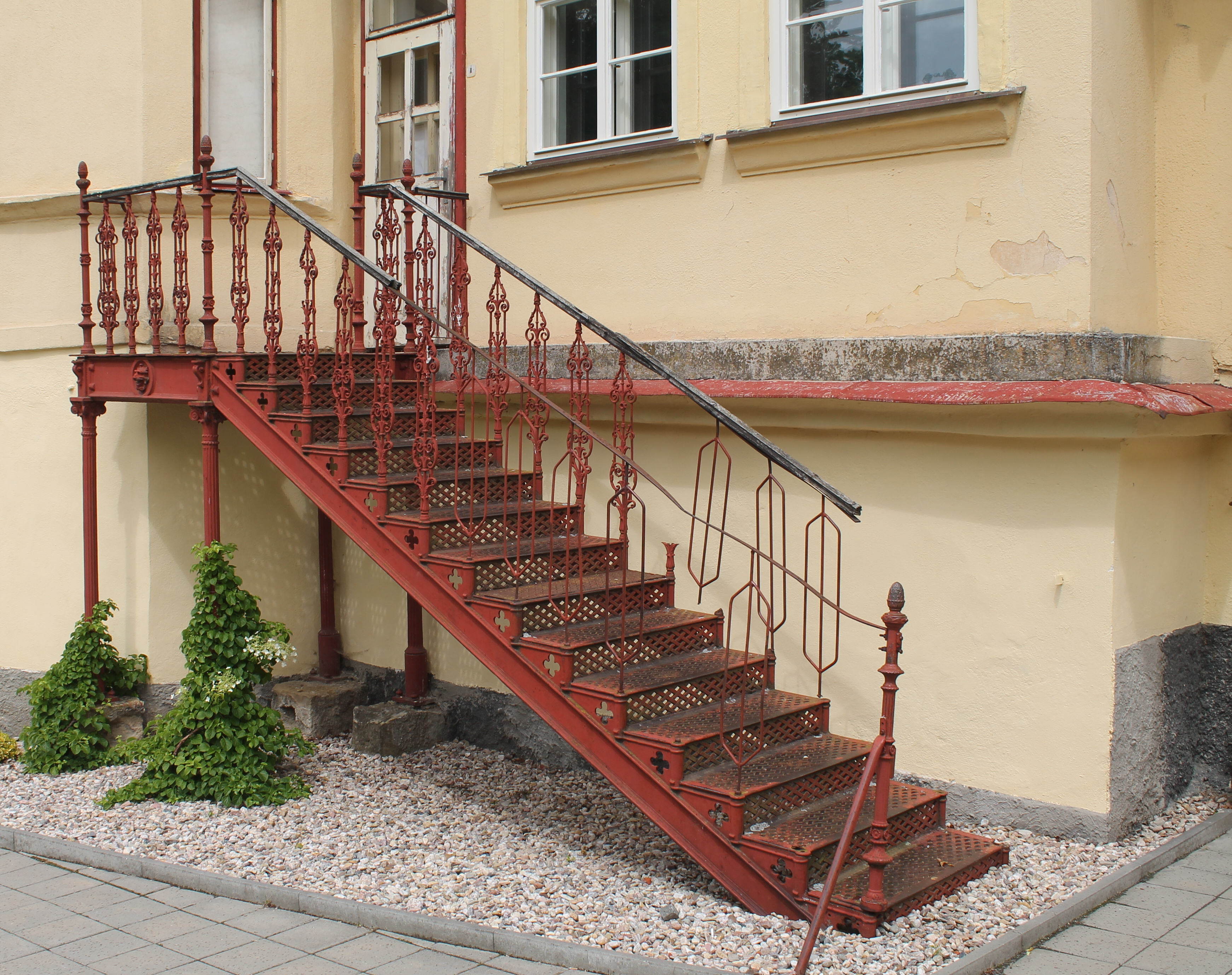
Litinové schodiště
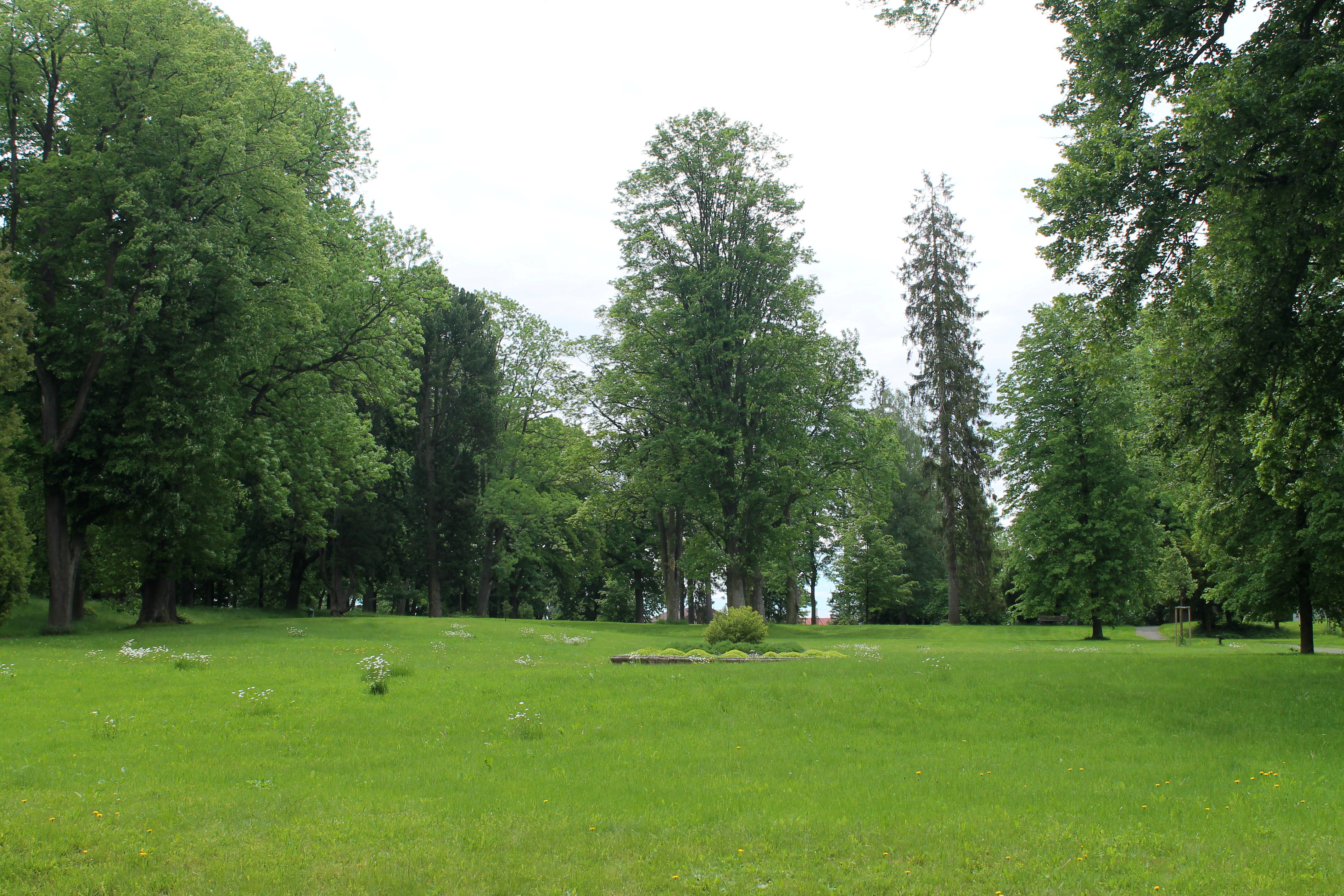
Zámecký park
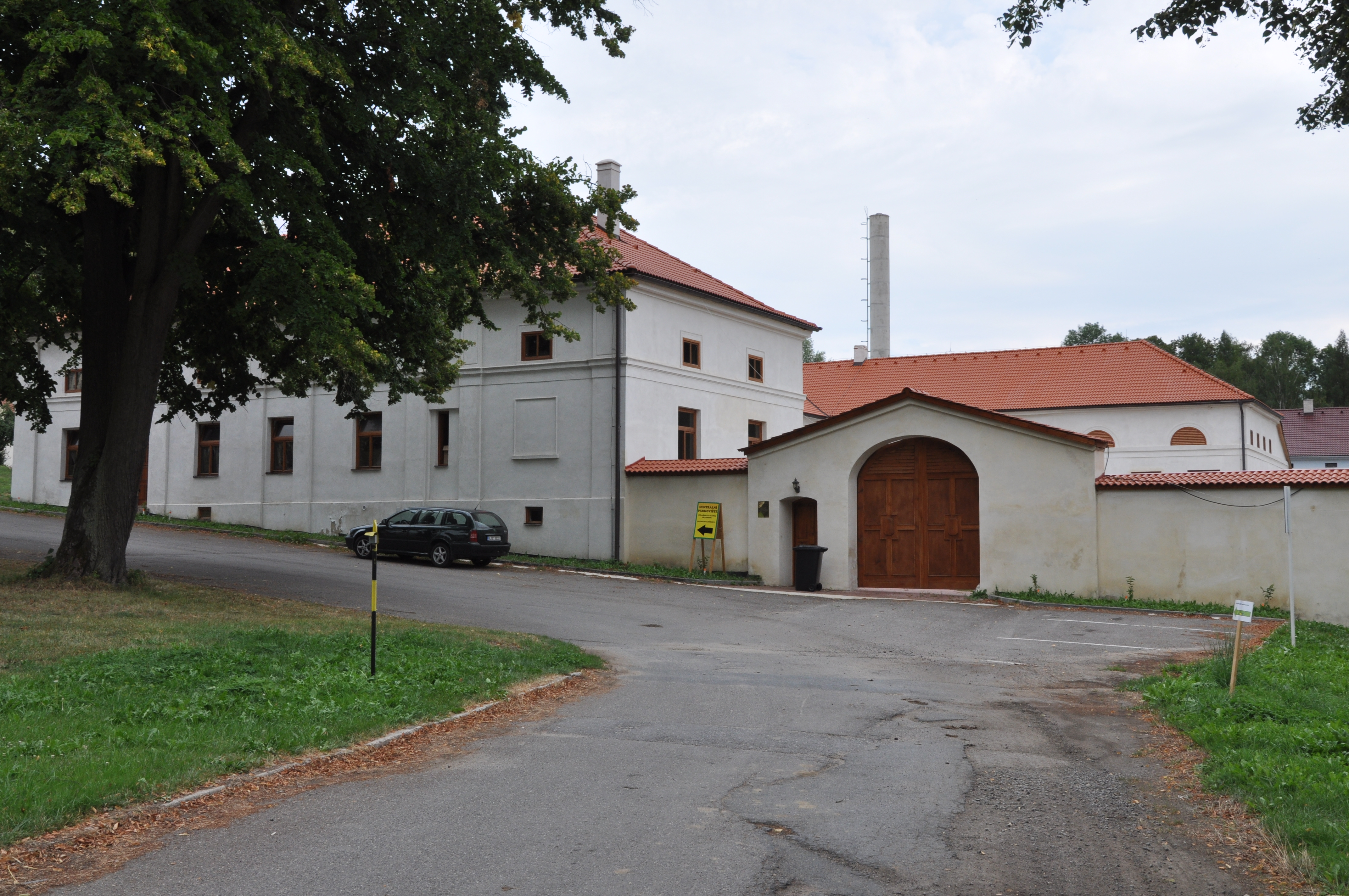
Hospodářský dvůr zámku